# Prosimetrum
Prosimetrum (Plural Prosimetra) ist die Bezeichnung für (literarische) Texte, die teils aus Prosa, teils aus metrischem Text (Gedichtformen) zusammengesetzt sind.

## Begriffliches
Der Begriff ist zusammengesetzt aus den Bezeichnungen Prosa und Metrum, die je die beiden hauptsächlichen Gattungen von Sprache beschreiben: normale, alltägliche Sprache (Prosa) und gebundene, einem formalen dichterischen Prinzip folgende Sprache (Dichtung, Verse, Metrum). Die Zusammensetzung dieser beiden Begriffe zum Wort Prosimetrum spiegelt sinnbildlich die beiden Bestandteile prosimetrischer Texte wider, die ja aus prosaischen und metrischen Teilen zusammengesetzt sind.
Davon zu unterscheiden sind zwischen reiner Prosa und Metra (Dichtung) liegende Textformen wie rhythmisierte Prosa und dergleichen: Charakteristisch für ein Prosimetrum ist eben gerade nicht eine Vermischung der formalen Gestaltungsprinzipien beider Sprachformen, sondern deren Verknüpfung in einem Text, der konstitutiv aus Textteilen beider Gattungen zusammengesetzt ist.
So ist also ein Gebet, das stark rhythmisiert ist und sich (als Prosa) stark einem metrischen Text annähert, eine Textform, die zwischen Prosa und Metrum steht, jedoch kein Prosimetrum; ebenso ist auch ein Buch, in dem Gedichte gesammelt und diesen jeweils eine kurze Einleitung in Prosa vorangestellt ist, kein Prosimetrum, weil beide Teile nicht in einer konstitutiven Verbindung stehen, sondern voneinander getrennt werden können, ohne dass dadurch das Werk zerstört wird.
Unter Metrum im Sinne der Definition eines Prosimetrums ist dabei nicht im engen Sinne die metrische (quantitierende) Versdichtung antiker Prägung zu verstehen, auf die sich der Begriff Metrum zunächst bezieht, sondern je nach Sprache jegliche Form der Dichtung, die als solche im Gegensatz zur Prosa steht (wobei die Grenzen zwischen Prosa und gebundener Dichtung in den verschiedenen Sprachen jeweils fließend verlaufen und nicht absolut gezogen werden können). Ein deutsches Prosimetrum kann daher Verse in nicht-metrischer, sondern rhythmisch-akzentuierender Form enthalten, ohne die Definition zu verletzen.

## Herkunft
Gelegentliches Auftreten von Dichtung innerhalb fortlaufender Prosa ist wohl so alt wie die Überlieferung der Sprachen selbst. In manchen Büchern des Alten Testaments werden z. B. Lieder zitiert oder (vor allem in den Propheten) ganze Kapitel in metrischer Sprache eingelegt. Auch moderne wissenschaftliche Abhandlungen können z. B. Zitate aus Gedichten, Epen oder dergleichen enthalten (vor allem in den Literaturwissenschaften, die von solchen Texten handeln). Solche eher zufälligen Durchdringungen von Prosa und Metrum stellen allerdings keine Prosimetra dar.
Der erste Autor, der bewusst eine prosimetrische Form schuf, ist nach gegenwärtigem Wissensstand der antike Philosoph und Schriftsteller Menipp gewesen, der eine eigene Gattung der Literatur schuf, die menippeische Satire, die einerseits durch ihren ironisch-satirischen Inhalt, anderseits durch die bewusste Verbindung und Durchdringung von Prosa und Metrum geprägt war. Allerdings sind Menipps Werke bis auf wenige Zitate verloren. Eine Vorstellung davon, wie diese Werke ausgesehen haben könnten, lässt sich noch aus späteren Werken von Nachahmern gewinnen, z. B. aus einigen Texten von Lukian von Samosata, z. B. der Satire Der tragödienspielende Zeus, die Vers-Dialoge im Stil der antiken Tragödie mit Prosa-Teilen untrennbar verbindet.
Noch zu den späten Nachfahren dieser philosophisch-literarischen Erzeugnisse gehört Boethius’ Consolatio philosophiae. Eine Transformation dieses Werkes wird in hoher literarischer Qualität im Jahre 1141 von Laurentius von Durham in seiner Consolatio de morte amici geleistet.

## Beispiele von Prosimetra ab dem Mittelalter
In der abendländischen Literaturtradition verschwinden Prosimetra nach dem Ende der antiken Kultur weitgehend. Als frühestes ausdrückliches Prosimetrum gilt gemeinhin der mittelalterliche französische Roman Aucassin et Nicolette, der teilweise in Prosa, teilweise in epischen oder volksliedhaften Strophen dieselbe fortlaufende Handlung erzählt. Allerdings nutzten auch frühere Schriftsteller wie Saxo Grammaticus die Mischung aus Vers und Prosa in ihren lateinischsprachigen Werken.
Als Prosimetra können auch einige der altnordischen Sagas eingeordnet werden, die in die Erzählung eingeschobene Skaldenstrophen enthalten, die vielfach in entscheidenden Momenten der Handlung eingebunden sind, so dass sie Begründungen liefern, ohne die der weitere Handlungsgang nicht verstanden werden kann und dergleichen. Je enger die innerliche Verbindung zwischen diesen Strophen und dem Prosatext ist, desto eher ist von einem Prosimetrum zu sprechen, nicht bloß von einem äußerlichen Schmuck, der ohne weiteres überlesen oder sogar in einem Druck fortgelassen werden kann.
Prosimetra, die bis heute verbreitet sind, stellen ferner die meisten Libretti von Opern, Operetten, Singspielen, Oratorien und dergleichen dar, denn sie verknüpfen Texte in Prosa (Sprechszenen, Rezitative, Erzähler) mit metrisch-dichterischen Formen untrennbar (Arien, Chöre, Choräle usw.). In diesem Bereich hat wohl das Prosimetrum die weiteste Verbreitung erfahren.
Insgesamt sind Prosimetra in der abendländischen Literaturtradition aber eher die Ausnahme geblieben.